# Eupyra ducalis
Eupyra ducalis är en fjärilsart som beskrevs av J. Peter Maassen 1890. Eupyra ducalis ingår i släktet Eupyra och familjen björnspinnare. Inga underarter finns listade i Catalogue of Life.